# Nicole Steigenga
Nicole Steigenga (Sneek, 27 januari 1998) is een Nederlandse wielrenster. Ze rijdt sinds 2023 voor de Belgische wielerploeg AG Insurance-Soudal.

## Carrière
In juni 2015 werd Steigenga Nederlands kampioene op de weg bij de junioren. In april 2017 reed ze als clubrenster namens Swabo Ladies de Healthy Ageing Tour. In de derde etappe naar Stadskanaal reed ze zich in de kijker door pas als laatste vluchtster gegrepen te worden. Door deze prestatie maakte ze twee weken later de overstap naar Parkhotel Valkenburg-Destil. Haar contract werd echter niet verlengd in 2018, maar mede door een etappezege in februari in Valencia, tekende ze in juli bij het Italiaanse BePink, waarvoor ze diezelfde maand al de Giro Rosa reed. Met haar ploeg werd ze negende in de ploegentijdrit tijdens de Wereldkampioenschappen wielrennen 2018 in Innsbruck. Per 2020 vertrok ze naar het Belgische Doltcini-Van Eyck Sport, in 2022 reed ze voor het Noorse team Coop-Hitec Products en in 2023 keerde ze terug naar België en rijdt ze voor AG Insurance-Soudal Quick-Step. Op 28 februari 2023 kwam ze tijdens Le Samyn 2023 hard ten val en liep een hersenschudding op. Anderhalf jaar later, in september 2024 kwam ze weer in actie. Een maand later boekte ze haar eerste overwinning, de Ronde van Assendelft, op nationaal niveau.

## Palmares

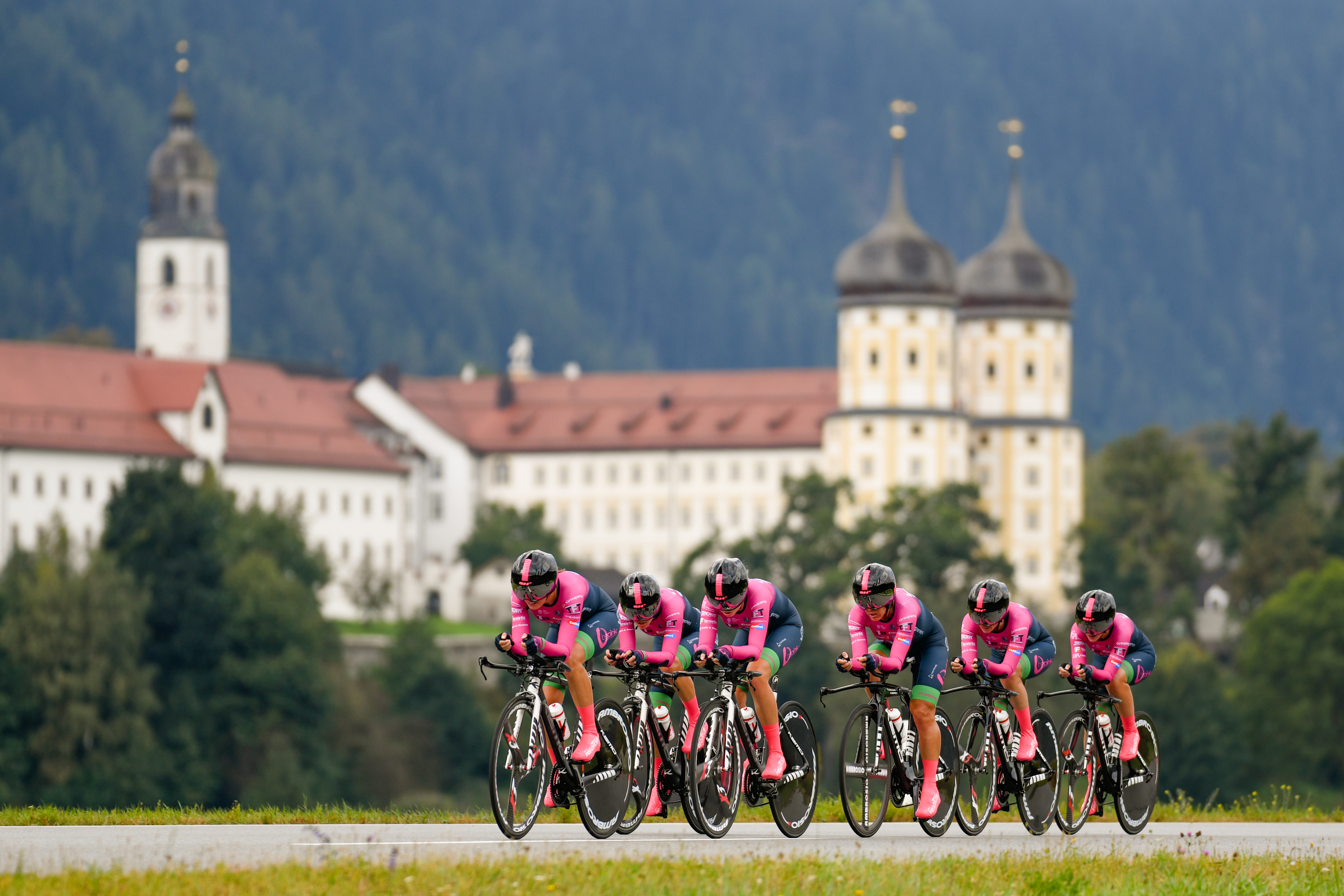
WK ploegentijdrit 2018 in Innsbruck.

2015
 Nederlands kampioen op de weg, junioren
2018
3e etappe  Setmana Ciclista Valenciana
2020
4e etappe Dubai's Women Tour

### Resultaten in voornaamste wedstrijden
| Jaar | Ronde van Italië | Ronde van Frankrijk | Ronde van Spanje |
| ---- | ---------------- | ------------------- | ---------------- |
| 2018 | 122e             |                     | 73e              |
| 2019 | 103e             |                     |                  |
| 2020 |                  |                     |                  |
| 2021 |                  |                     |                  |
| 2022 |                  |                     | 74e              |
| 2023 |                  |                     |                  |
| 2024 |                  |                     |                  |
| 2025 |                  |                     | 83e              |

| Jaar | Gent-Wevelgem | Ronde van Vlaanderen | Parijs-Roubaix | Amstel Gold Race | Luik-Bast.‑Luik | Omloop Het Nieuwsblad | Le Samyn |
| ---- | ------------- | -------------------- | -------------- | ---------------- | --------------- | --------------------- | -------- |
| 2018 |               |                      |                |                  |                 |                       |          |
| 2019 |               | opgave               |                |                  | opgave          | 63e                   | 70e      |
| 2020 | 51e           | 35e                  |                |                  |                 | 50e                   | 25e      |
| 2021 | 57e           | opgave               | 48e            |                  | 80e             | 60e                   | 65e      |
| 2022 |               |                      |                | 100e             |                 |                       |          |
| 2023 |               |                      |                |                  |                 | 33e                   | opgave   |
| 2024 |               |                      |                |                  |                 |                       |          |
| 2025 | 66e           | 47e                  | 86e            |                  |                 |                       | 29e      |

## Ploegen

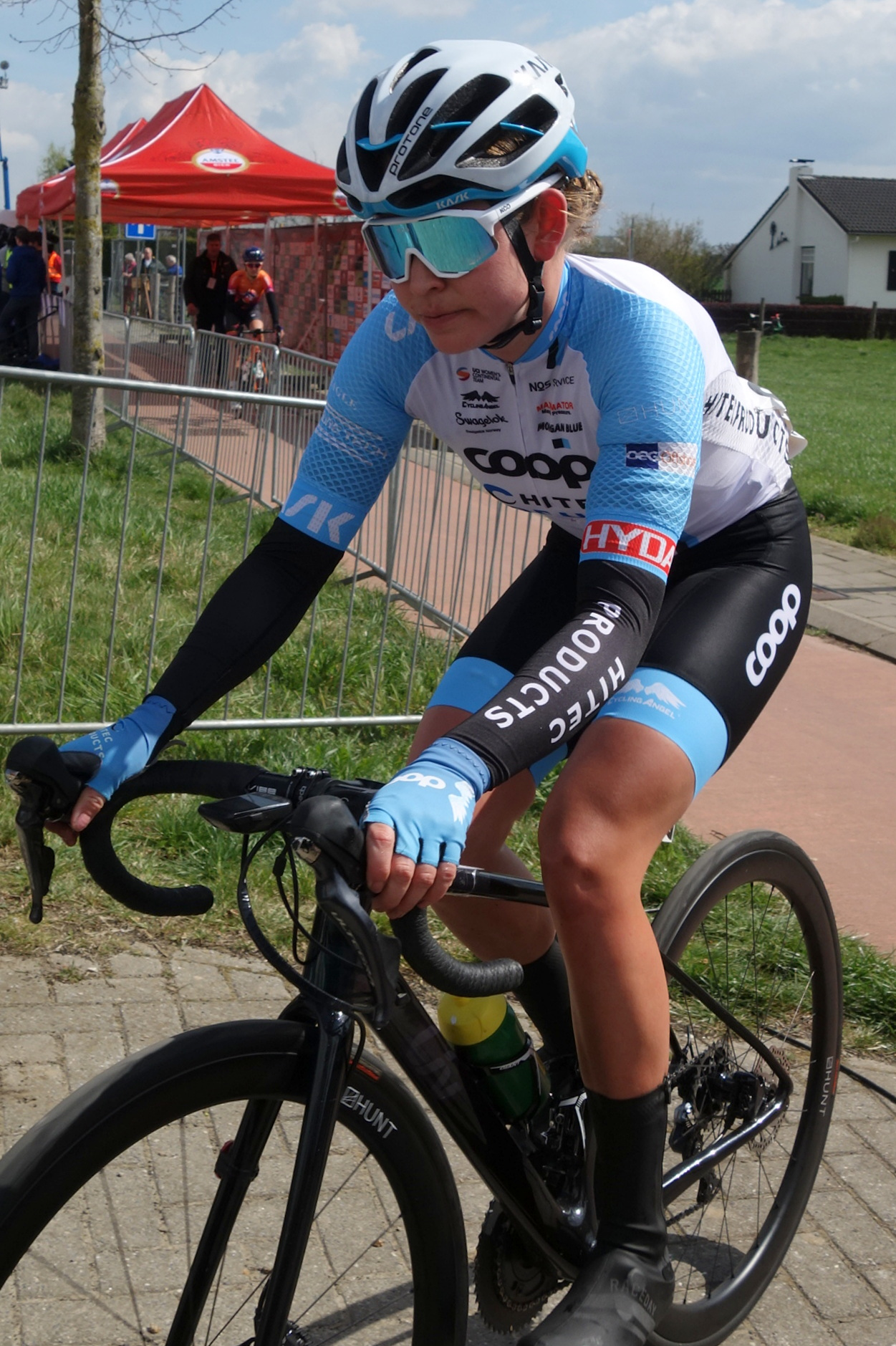
Steigenga na de Amstel Gold Race 2022.

- 2017 -  Parkhotel Valkenburg-Destil (vanaf 19 april)
- 2018 -  BePink (vanaf 2 juli)
- 2019 -  BePink
- 2020 -  Doltcini-Van Eyck Sport
- 2021 -  Doltcini-Van Eyck-Proximus
- 2022 -  Coop-Hitec Products
- 2023 -  AG Insurance-Soudal Quick-Step
- 2024 -  AG Insurance-Soudal
- 2025 -  AG Insurance-Soudal

De Boer · Buurman · Buysman · Van Gogh · De Jong · Knauer · Post · Rooijakkers · Soet · Solovej · Steigenga · Stijns · Stougje · Swinkels · Tromp · Van Veen
Andersson · Boogaard · Dale · Feldmann · Gåskjenn · Iversen · Jørgensen · Mohr · Nelson · Olsen · Riffel · Roberts · Soland · Steigenga · Swinkels · Tveit · Ytterhus Haugset
Benito · Boogaard · Borgström · Ghekiere · Goossens · Henttala · Kasper · Knaven · Louw · Masetti · Meertens · Moolman-Pasio · Pluimers · Rijnbeek · Steigenga · Wollaston
Benito · Bentveld (vanaf 24/4-tot 13/9) · Boogaard · Borgström · De Schepper (vanaf 14/6) · Ghekiere · Gigante · Goossens · Le Court · Louw · Masetti · Moolman-Pasio · Pluimers · Rijnbeek · Steigenga · Van de Velde · Wollaston
Bastiaenssen · Benito · Bentveld · Borgström · Bossuyt (vanaf 14/6) · Castrique · De Schepper · Ghekiere · Gigante · Goossens · Le Court · Louw · Manly · Masetti · Moolman-Pasio · Pluimers · Steigenga · Van de Velde · Verhulst-Wild · Žigart